# Ga Kashiwa
Ga Kashiwa (柏駅 (Thiên Vương Đài Dịch) Kashiwa-eki) là ga đường sắt nằm ở Kashiwa, Chiba, Nhật Bản, được quản lý bởi Công ty Đường sắt Đông Nhật Bản (JR East).

## Bố trí ga

### JR East
Ga của JR có hai sân ga chờ phục vụ cho 2 đường ray.

#### Sân chờ
| 1 | ■ Tuyến Joban Local    | cho Shin-Matsudo, Kita-Senju và Yoyogi-Uehara |
| 2 | ■ Tuyến Joban Local    | cho Abiko (Chiba) và Toride                   |
| 3 | ■ Tuyến Joban Tốc hành | cho Matsudo, Ueno và Shinagawa                |
| 4 | ■ Tuyến Joban Tốc hành | cho Narita, Tsuchiura và Mito (Ibaraki)       |

### Tobu
Ga của Tobu có hai sân ga chờ phục vụ cho 2 đường ray.

#### Sân chờ
| 1・2 | ■ Tuyến Tobu Noda | đi Nagareyama-ōtakanomori, Nodashi, Kasukabe và Ōmiya |
| 3・4 | ■ Tuyến Tobu Noda | đi Mutsumi, Shin-Kamagaya và Funabashi                |

## Trạm kế
| «                    | «                    | Dịch vụ              | »                    | »                    |
| Tuyến Joban Tốc hành | Tuyến Joban Tốc hành | Tuyến Joban Tốc hành | Tuyến Joban Tốc hành | Tuyến Joban Tốc hành |
| -------------------- | -------------------- | -------------------- | -------------------- | -------------------- |
| Matsudo              |                      | Special Rapid        |                      | Toride               |
| Matsudo              |                      | Tốc hành             |                      | Abiko                |
| Tuyến Joban Local    |                      |                      |                      |                      |
| Minami-Kashiwa       |                      | Địa phương           |                      | Kita-Kashiwa         |
| Tuyến Tobu Noda      |                      |                      |                      |                      |
| Toyoshiki            |                      | Địa phương           |                      | Shin-Kashiwa         |
| Tốc hành: không dừng |                      |                      |                      |                      |

## Lịch sử
Nhà ga mở cửa vào 1896.

## Vùng chung quanh
- Takashimaya(ja)

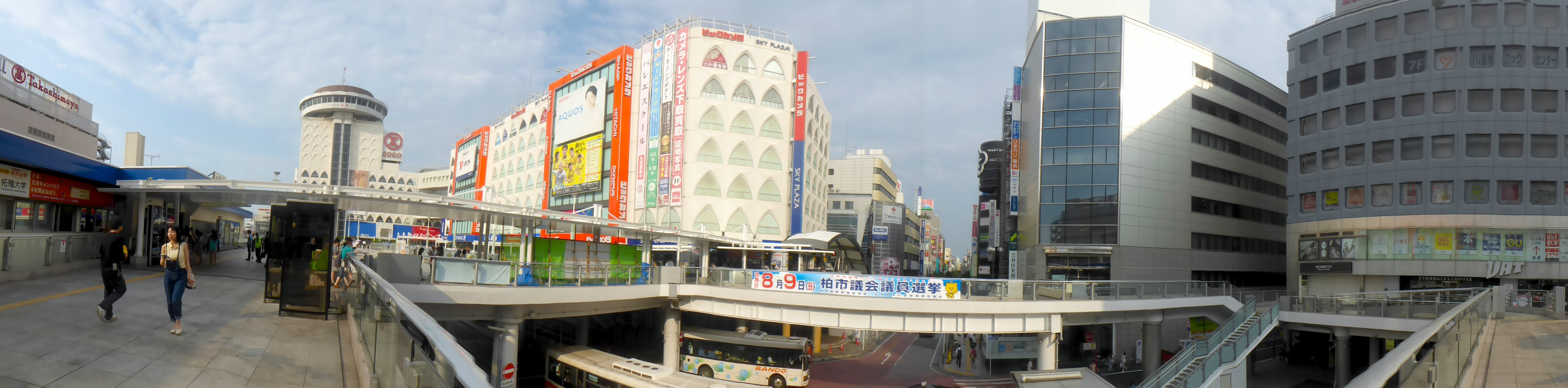
Xung quanh trạm thoát hiểm phía Tây

- Kashiwa Takashimaya Station Mall(ja)
- SKY PLAZA
  - Bic Camera(ja)
- Family Kashiwa(ja)・Kashiwa Marui(ja)
- Kashiwa modi(ja)
- Keihoku super(ja)
- Maruetsu(ja)
- Ito-Yokado(ja)
- SAPIX(ja)
- Aeon Mall Kashiwa(ja)

## Liên kết
- JR East Ga Kashiwa (tiếng Nhật)
- Tobu Ga Kashiwa Lưu trữ ngày 30 tháng 7 năm 2019 tại Wayback Machine (tiếng Nhật)